# 槇本牧場
有限会社槇本牧場（まきもとぼくじょう）は、北海道沙流郡日高町（旧門別町）にある、競走馬（サラブレッド）の生産を行う牧場である。牧場名義で日本中央競馬会に馬主登録されており、勝負服の柄は紫、赤一本輪、袖赤縦縞。冠名は「マキハタ」を使用している。前代表者は槇本一郎。

## 主な生産馬
- ハクサンホマレ（1975年 金杯（西））
- グレートセイカン（1976年 札幌記念、オールカマー、1977年 ダービー卿チャレンジトロフィー）
- シンピロー（1980年 函館3歳ステークス）
- タツユウチカラ（1982年 中日新聞杯）
- アラタマワンダー（1996年 小倉大賞典）
- マキハタコンコルド（2000年 東京オータムジャンプ）
- アラタマインディ（2002年 小倉記念）
- マキハタサイボーグ（2007年 ステイヤーズステークス）
- サマーウインド（2010年 クラスターカップ、東京盃、JBCスプリント）

## 主な所有馬
- マキハタコンコルド（成績は上記参照）
- マキハタサイボーグ（成績は上記参照）

## 主な繋養繁殖牝馬
- シンウインド（功労馬）（1988年スワンステークス、1990年京王杯スプリングカップ。シンピローの妹）
- ファンドリポポ（功労馬）（1989年サンケイスポーツ賞4歳牝馬特別、シンザン記念、1990年朝日チャレンジカップ）